# Jurij Arkagyijovics Hudimenko
Jurij Arkagyijovics Hudimenko (ukránul: Юрій Аркадійович Гудименко, oroszul: Юрий Аркадьевич Гудименко (Jurij Arkagyjevics Gugyimenko); 1966. október 3. –) ukrán-kirgiz labdarúgócsatár.